# Catacombes (bande dessinée)

Catacombes est une bande dessinée française, inspirée par le manga, édité aux éditions Pika et créé par Vald, à l'âge de 26 ans. En janvier 2013, 3 tomes sont parus. Le 4ème tome est publié en Mars 2016.

## Albums
- Tome 1, publié le 21 janvier 2009
- Tome 2, publié le 30 juin 2010
- Tome 3, publié le 16 janvier 2013
- Tome 4, publié le 9 mars 2016